# تايلر فارار
تايلر فارار (بالإنجليزية: Tyler Farrar)‏ مواليد 2 يونيو 1984 في وينتاتشي، واشنطن، الولايات المتحدة، هو دراج أمريكي في صنف سباق الدراجات على الطريق. شارك في دورة الألعاب الأولمبية الصيفية.

## سجل النتائج

### سباقات أو مراحل فاز بها
| التاريخ        | السباق                                                                            | المركز                  |
| -------------- | --------------------------------------------------------------------------------- | ----------------------- |
| 18 يوليو 2003  | 2003 Tour de Delta                                                                |                         |
| 01 يناير 2004  | 2004 United States of America National Road Cycling Championships - Men Criterium |                         |
| 17 يوليو 2005  | 2005 Tour de Delta                                                                |                         |
| 21 أغسطس 2005  | 2005 United States of America National Road Cycling Championships - Men Criterium | الفائز في التصنيف العام |
| 02 أبريل 2006  | Grand Prix cycliste de Rennes 2006                                                | الخامس في التصنيف العام |
| 21 سبتمبر 2008 | جراند بريكس دي إسبيرجوس 2008                                                      | التاسع في التصنيف العام |
| 10 أكتوبر 2008 | 2008 Zwevezele Koers                                                              | الفائز في التصنيف العام |
| 17 مارس 2009   | تيرينو ادرياتيكو 2009                                                             | الرابع في تصنيف النقاط  |
| 14 يونيو 2009  | دلتا تور زيلاند 2009                                                              | الفائز في التصنيف العام |
| 23 يونيو 2009  | 2009 Sint-Elooisprijs                                                             |                         |
| 26 يوليو 2009  | سباق طواف فرنسا 2009                                                              | الخامس في تصنيف النقاط  |
| 11 أغسطس 2009  | 2009 Heusden Koers                                                                | الفائز في التصنيف العام |
| 16 أغسطس 2009  | طواف فاتينفول 2009                                                                | الفائز في التصنيف العام |
| 04 أكتوبر 2009 | 2009 Circuit Franco-Belge                                                         | الفائز في التصنيف العام |
| 07 أبريل 2010  | شيلدبرايش 2010                                                                    | الفائز في التصنيف العام |
| 13 يونيو 2010  | دلتا تور زيلاند 2010                                                              | الفائز في التصنيف العام |
| 15 أغسطس 2010  | طواف فاتينفول 2010                                                                | الفائز في التصنيف العام |
| 22 أغسطس 2010  | جي بي واست-فرنسا 2010                                                             |                         |
| 06 فبراير 2011 | 2011 Trofeo Palma de Mallorca                                                     | الفائز في التصنيف العام |
| 07 فبراير 2011 | 2011 Trofeo Cala Millor                                                           | الفائز في التصنيف العام |
| 20 فبراير 2011 | طواف الغارف 2011                                                                  | الأول في تصنيف النقاط   |
| 23 مارس 2011   | دفارز دور فلاندرز 2011                                                            |                         |
| 27 أغسطس 2012  | يو إس إيه برو تشالنج 2012                                                         | الأول في تصنيف النقاط   |
| 01 يناير 2013  | 2013 Trofeo Campos                                                                |                         |
| 03 فبراير 2013 | تروفيو بالما 2013                                                                 |                         |
| 06 أكتوبر 2013 | سباق يوروميتروبول 2013                                                            |                         |
| 14 أكتوبر 2014 | طواف بكين 2014                                                                    | الأول في تصنيف النقاط   |

## روابط خارجية
- تايلر فارار على موقع الاتحاد الدولي للدراجات (الإنجليزية)
- تايلر فارار على موقع أرشيف الدراجات (الإنجليزية)
- تايلر فارار على موقع إحصائيات الدراجات الإحترافية (الإنجليزية)
- تايلر فارار على موقع نسبة الدراجات (الإنجليزية)
- تايلر فارار على موقع CycleBase (الإنجليزية)
- تايلر فارار على موقع أوليمبيديا (الإنجليزية)